# Societat civil
|  | Per a altres significats, vegeu «societat civil (sociologia)». |

La societat civil és un contracte pel qual dues o més persones s'obliguen a posar en comú diners, béns o indústria, amb ànim de repartir entre si els guanys. Aquest tipus de societat s'oposa a la societat mercantil. És difícil establir una distinció clara entre ambdues. En general es distingeix la societat civil per ser aquella que es constitueix sense un objecte mercantil o, almenys, no purament mercantil. Els seus elements són:
- L'agrupació de 2 o més persones.
- La reunió amb una fi comuna.
- Que aquesta fi consisteixi en una utilitat apreciable en diners.
- Que tots els socis participin en els guanys i les pèrdues.

Les societats civils poden adoptar, per al seu objectiu, la forma mercantil, No obstant això, en aquests casos convé considerar el que estableix l'Article 1670 del Codi Civil.